# 艾莉森·施米特
艾莉森·施米特（英語：Allison Schmitt，1990年6月7日—），美国女子游泳运动员，曾参加2008年、2012年、2016年和2020年四届奥运，共获得4枚金牌、2枚银牌、2枚铜牌，其中大部分奖牌来自于接力项目。